# Agag

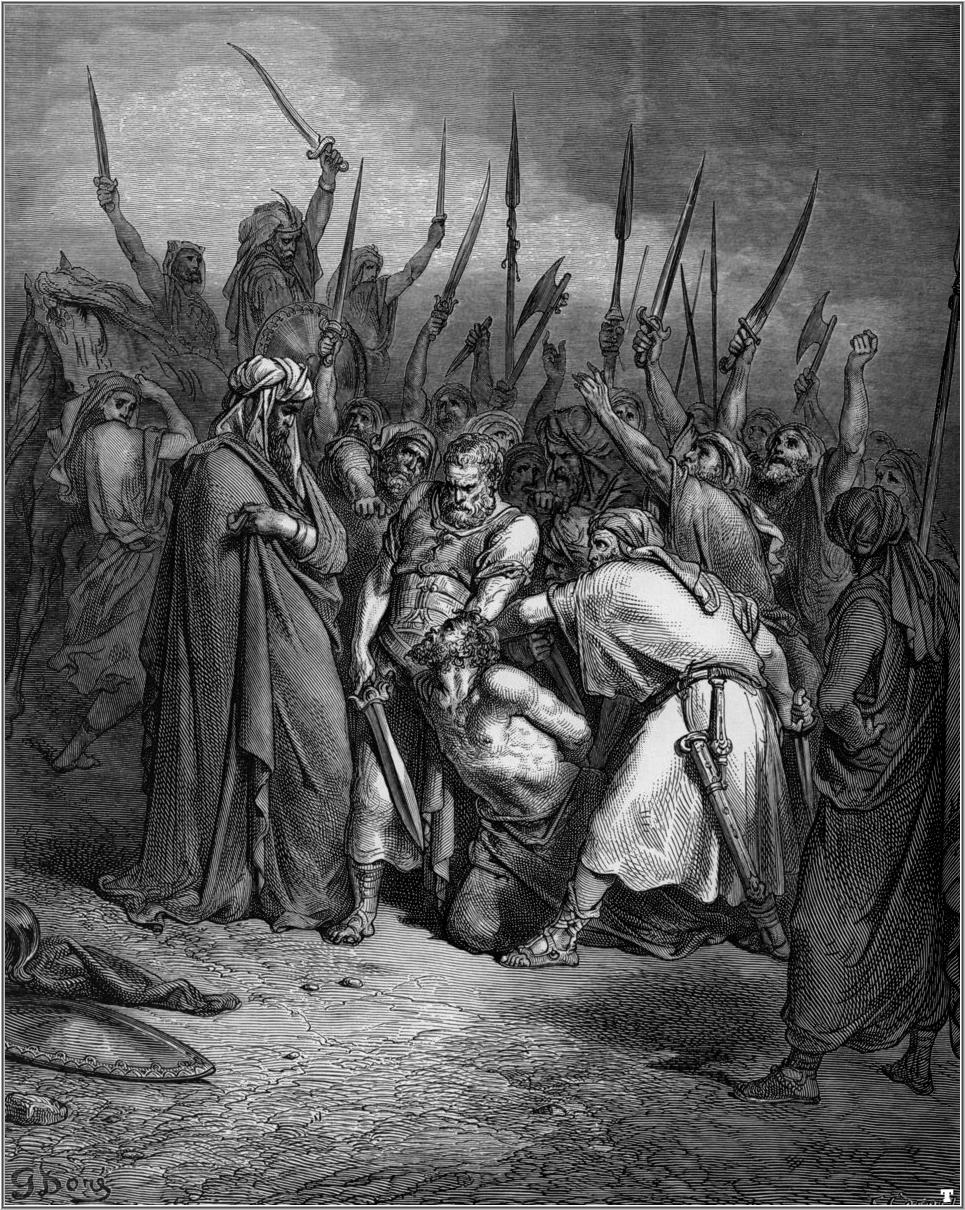
La mort d'Agag, Gustave Doré

Agag (Hebreeuws: אגג; Arabisch: يأجوج) was mogelijk een Amalekitische koningstitel, maar Agag komt als persoonsnaam voor in een Fenicische inscriptie.
De Hebreeuwse Bijbel noemt twee personen met deze titel of naam. In Numeri 24:7 noemde Bileam ene Agag in zijn toespraak. Belangrijker is de Agag uit het verhaal over Saul in 1 Samuel 15. In dit verhaal kreeg Saul van Samuel de opdracht geen persoon of vee te sparen als hij Agag en zijn leger zou verslaan. Maar Saul spaarde Agags leven en dat van de beste dieren uit de veestapel en reisde door naar Gilgal. Toen Samuel daar aankwam en Agag nog in leven zag, doodde Samuel Agag eigenhandig, kondigde Saul aan dat zijn koningschap van hem zou worden afgenomen en verbrak elk contact met Saul. Het verslag van koning Saul en Agag is opgenomen in de Haftara.
In  Ester wordt Haman een Agagiet genoemd en verteld dat deze een complot smeedde om al de Joden in het koninkrijk Perzië te doden. De Septuagint  gebruikt niet de term Agagiet, maar Βουγαῖος (Bougaios), vertaald als "bullebak" of "praalhans". Over het algemeen wordt aangenomen dat de oorspronkelijke term een bijnaam aanduidde en niet een afkomst van Agag.